# Nuno Tavares
Nuno Albertino Varela Tavares (ur. 26 stycznia 2000 w Lizbonie) – portugalski piłkarz kabowerdeńskiego pochodzenia występujący na pozycji obrońcy we włoskim klubie Lazio.

## Kariera klubowa
Tavares w młodości występował w takich zespołach jak Casa Pia i Sporting CP, aż w 2015 dołączył do Benfiki. Trzy lata później został przesunięty do zespołu rezerw, w którym zadebiutował 27 października 2018, wychodząc w podstawowym składzie i rozgrywając pełne 90 minut wygranego 3:2 spotkania ligowego ze Sportingiem Covilhã. W lipcu 2019 podpisał z klubem nowy, pięcioletni kontrakt. 4 sierpnia 2019 Tavares rozegrał pierwszy mecz w barwach pierwszej drużyny Benfiki, rozgrywając całe wygrane 5:0 spotkanie Supertaça Cândido de Oliveira ze Sportingiem CP. W Primeira Lidze zadebiutował sześć dni później podczas starcia z Paços de Ferreira. W meczu tym zdobył także premierowego gola, dokładając do niego także dwie asysty.
10 lipca 2021 Tavares podpisał długoterminowy kontrakt z angielskim klubem Arsenal.

## Kariera reprezentacyjna
12 lutego 2018 Tavares zadebiutował w reprezentacji Portugalii do lat 18, wychodząc w podstawowym składzie i rozgrywając pełne 90 minut podczas towarzyskiego meczu z Węgrami. W tym samym roku, 7 września, rozegrał pierwsze spotkanie w kadrze do lat 19. Rozegrał wówczas pełny towarzyski mecz z Włochami. 23 marca 2019 zdobył pierwszą bramkę w kadrze U-19, pokonując bramkarza podczas wygranego 3:0 meczu eliminacji do mistrzostw Europy do lat 19 z Turcją. 10 września 2019 zadebiutował w reprezentacji do lat 21. Wyszedł wówczas w podstawowym składzie na wygrane 2:0 spotkanie eliminacji do mistrzostw Europy do lat 21 z Białorusią i opuszczając boisko w 46. minucie, gdy to zmienił go Rúben Vinagre.

## Statystyki kariery klubowej
(aktualne na dzień 30 lipca 2022)
| Benfica B                 | 2018/19            | LigaPro            | 12 | 0 | – | – | – | – | – | – | – | – | 12 | 0 |
| Benfica B                 | 2019/20            | LigaPro            | 7  | 0 | – | – | – | – | – | – | – | – | 7  | 0 |
| Benfica                   | 2019/20            | Primeira Liga      | 11 | 1 | 1 | 0 | 3 | 0 | 0 | 0 | 1 | 0 | 16 | 1 |
| Benfica                   | 2020/21            | Primeira Liga      | 14 | 0 | 4 | 0 | 1 | 0 | 5 | 0 | 1 | 0 | 25 | 0 |
| Arsenal                   | 2021/22            | Premier League     | 22 | 1 | 1 | 0 | 5 | 0 | – | – | – | – | 28 | 1 |
| Olympique Marsylia (wyp.) | 2022/23            | Ligue 1            | 0  | 0 | 0 | 0 | 0 | 0 | 0 | 0 | – | – | 0  | 0 |
| Ogólnie w karierze        | Ogólnie w karierze | Ogólnie w karierze | 66 | 2 | 6 | 0 | 9 | 0 | 5 | 0 | 2 | 0 | 88 | 2 |

## Statystyki kariery reprezentacyjnej
(aktualne na dzień 30 lipca 2022)
| Reprezentacja   | Rok     |    | Występy | Gole |
| --------------- | ------- | -- | ------- | ---- |
| Portugalia U-18 | 2018    | 8  | 0       |      |
| Portugalia U-19 | 2018    | 8  | 0       |      |
| Portugalia U-19 | 2019    | 6  | 1       |      |
| Portugalia U-21 | 2019    | 2  | 0       |      |
| Portugalia U-21 | 2021    | 5  | 1       |      |
| Portugalia U-21 | 2022    | 1  | 0       |      |
| Ogólnie         | Ogólnie | 30 | 2       |      |

## Sukcesy
Benfica
- Supertaça Cândido de Oliveira: 2019[4]

## Życie prywatne
Chociaż urodził się w Portugalii, Tavares posiada kabowerdeńskie korzenie. W styczniu 2021 otrzymał pozytywny wynik testu na COVID-19.